# Eleccions al Parlament de Galícia de 2009
Les eleccions al Parlament de Galícia de 2009 són les eleccions que donaren pas a la VII legislatura del Parlament de Galícia i que se celebraren el diumenge 1 de març de 2009, el mateix dia que les eleccions al Parlament del País Basc.
Les eleccions es van realitzar tres mesos abans d'exhaurir-se la legislatura (les últimes foren el juny de 2005), tot i que durant l'estiu van circular rumors que les eleccions s'avançarien a la tardor de 2008.

## Candidats
Els candidats a la presidència de la Xunta de Galícia, de candidatures que van obtenir representació en els darrers comicis, foren:

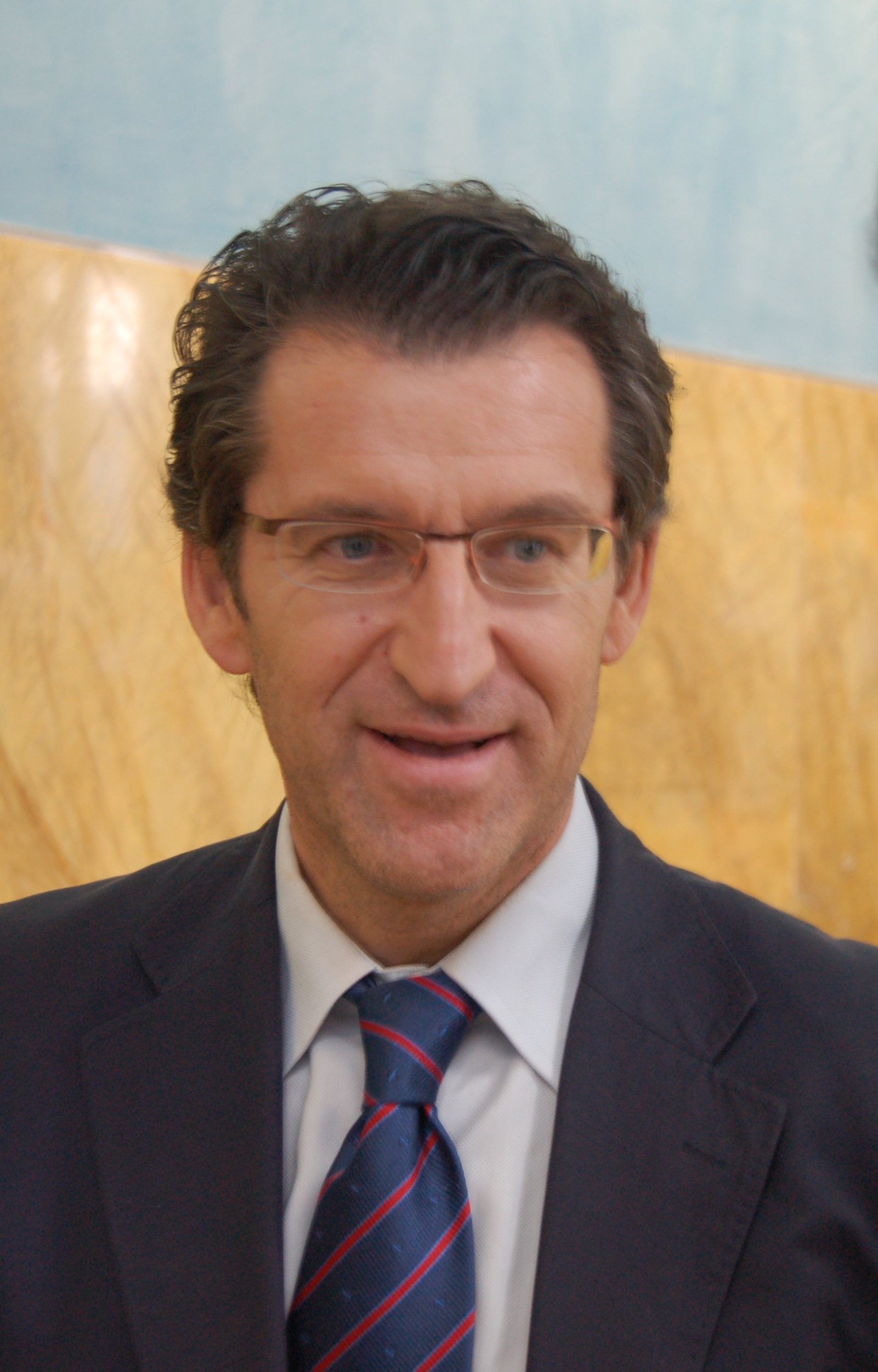
Alberto Núñez Feijoo (Partit Popular)
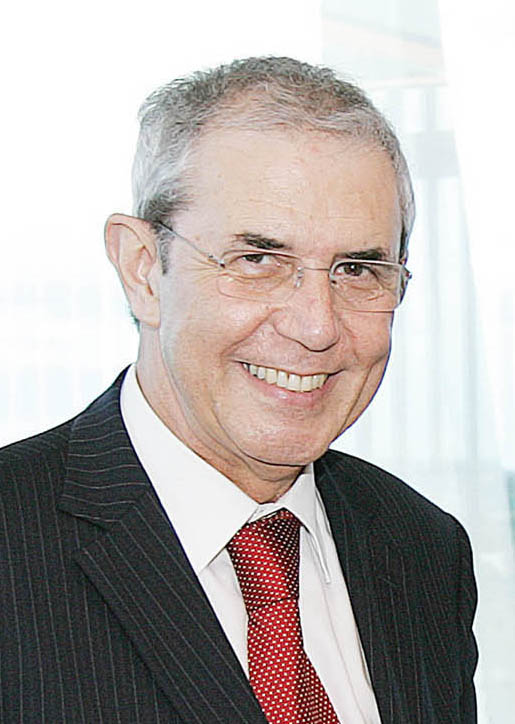
Emilio Pérez Touriño (PSdeG-PSOE)
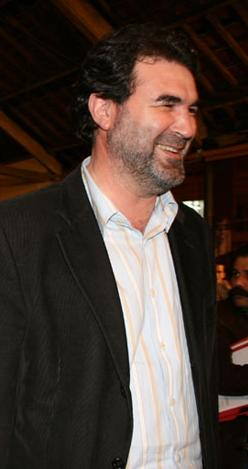
Anxo Quintana (Bloc Nacionalista Gallec)

Dels partits extraparlamentaris amb resultats significatius a les passades eleccions, convé destacar:
- Yolanda Díaz, per Esquerda Unida (EU-IU).
- Xoán Gato, per Terra Galega (TeGa).
- Xermán Tobío, per Máis Galicia (+Galicia).[n. 1]
- Xosé Luís Méndez Ferrín, per la Frente Popular Galega (FPG).

### Per circumscripcions
A les eleccions al Parlament de Galícia existeixen quatre circumscripcions, les províncies de La Corunya, Lugo, Ourense i Pontevedra. Tot i haver un gran nombre d'electors censats a l'estranger, aquests no tenen circumscripció pròpia.
| Candidats per circumscripcions    |                 |                               |                        |                           |
| Candidatura                       | La Corunya      | Lugo                          | Ourense                | Pontevedra                |
| Partit Popular (PP)               | Carlos Negreira | Raquel Arias                  | Carmen Pardo           | Alberto Núñez Feijoo      |
| PSdeG-PSOE                        | Mar Barcón      | Ricardo Varela                | Manuel Vázquez         | Emilio Pérez Touriño      |
| Bloc Nacionalista Gallec (BNG)    | Anxo Quintana   | Fernando Blanco               | Alfredo Suárez Canal   | Teresa Táboas             |
| Esquerda Unida (EU-IU)            | Yolanda Díaz    | Carlos Portomeñe              | Carmen Iglesias Sueiro | Juan Fajardo              |
| Terra Galega (TeGa)               | Xoán Gato       | Melina Paz                    | Javier Novoa           | María Isabel Barros       |
| Máis Galicia (+Galicia)           | Xermán Tobío    | Ramón López Díaz              | -                      | Alfredo Bea               |
| Unió, Progrés i Democràcia (UPyD) | José Anido      | Luis Alejandro Pérez de Llano | Aser García            | Andrés Wenceslao Mosquera |
| Frente Popular Galega (FPG)       | Xiana López     | Xosé Manuel Seixas            | Brais Fidalgo          | Xosé Luís Méndez Ferrín   |

També es presenten els següents partits o coalicions:
- A les quatre circumscripcions: Nós-Unidade Popular, Por Un Mundo Más Justo, i Partit Humanista.
- A les províncies de la Corunya i Pontevedra: Os Verdes - Grupo Verde.
- A les províncies de Lugo i Ourense: Falange Española de las JONS i Galícia Unida.
- A la província de la Corunya: Unió Centrista Liberal, Solidaritat i Autogestió Internacionalista i Assemblea de Votació Electrònica.
- A la província d'Ourense: Democràcia Ourensana.
- A la província de Pontevedra: Partit Social i Democràtic de Dret.

## Propaganda
Algunes mostres de cartells electorals:

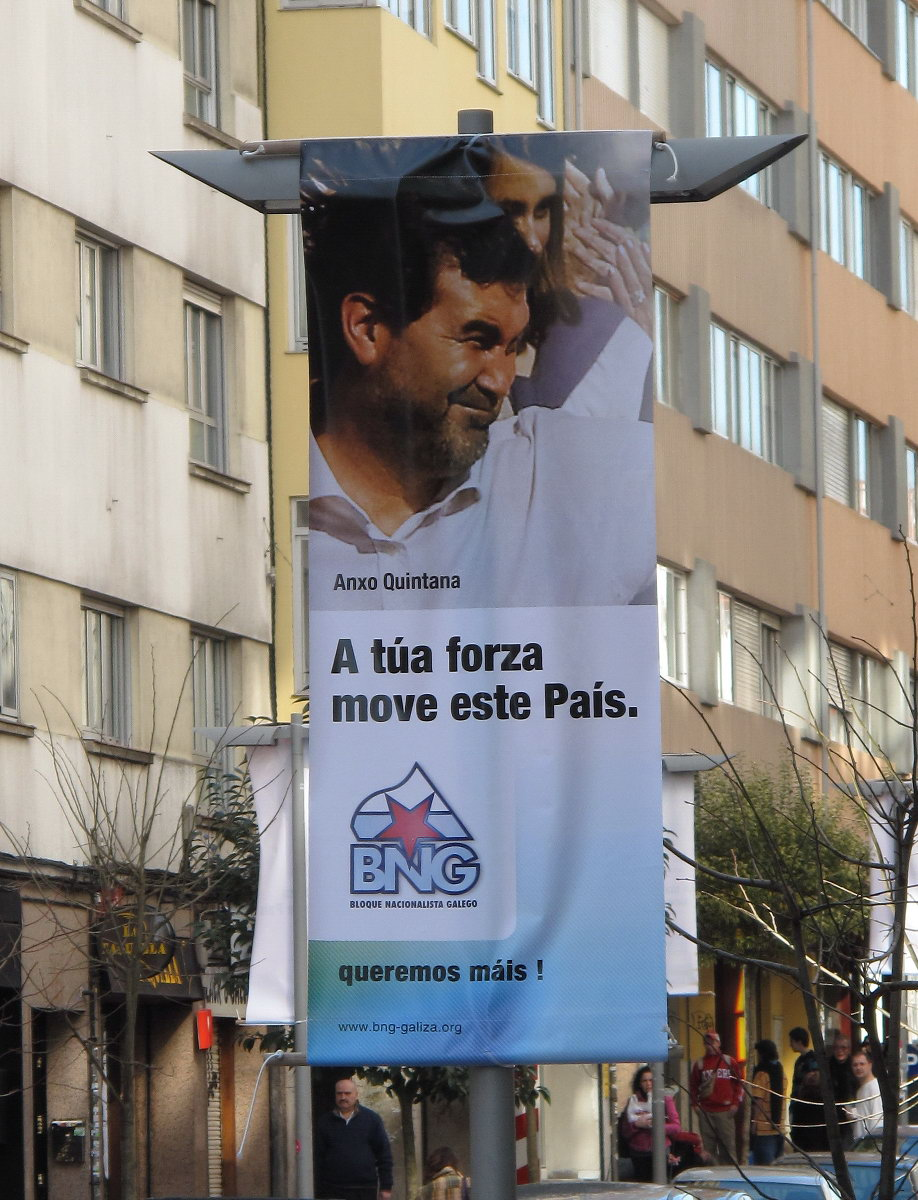
Cartell del BNG

## Enquestes
| Candidatura                        |                                    |                                    |                      |                      |                      |                        |                        |                        |                                   |                                   |                                   |                                 |                                 |                                 |                            |                            |                            |                       |                       |                       |       |
| La Voz de Galicia 19 setembre 2008 | La Voz de Galicia 19 setembre 2008 | La Voz de Galicia 19 setembre 2008 | Xornal 18 gener 2009 | Xornal 18 gener 2009 | Xornal 18 gener 2009 | La Razón 18 gener 2009 | La Razón 18 gener 2009 | La Razón 18 gener 2009 | Antena 3 Televisión 22 gener 2009 | Antena 3 Televisión 22 gener 2009 | Antena 3 Televisión 22 gener 2009 | La Voz de Galicia 25 gener 2009 | La Voz de Galicia 25 gener 2009 | La Voz de Galicia 25 gener 2009 | La Región 1 de febrer 2009 | La Región 1 de febrer 2009 | La Región 1 de febrer 2009 | Público 2 febrer 2009 | Público 2 febrer 2009 | Público 2 febrer 2009 |       |
| %                                  | Escons                             | Dif.                               | %                    | Escons               | Dif.                 | %                      | Escons                 | Dif.                   | %                                 | Escons                            | Dif.                              | %                               | Escons                          | Dif.                            | %                          | Escons                     | Dif.                       | %                     | Escons                | Dif.                  |       |
| PP                                 | 43                                 | 35                                 | -2                   | 40'8                 | 33-34                | -3/-4                  | 44'4                   | 35-37                  | -2/0                              | 41'2                              | 35-36                             | -1/-2                           | 42'8                            | 35                              | -2                         |                            | 37-38                      | =/+1                  | 43'6                  | 35-36                 | -2/-1 |
| PSdeG-PSOE                         | 30'8                               | 26                                 | +1                   | 34'3                 | 25-26                | +1/=                   | 32                     | 24-25                  | -1/=                              | 34'9                              | 26-27                             | +1/+2                           | 31'7                            | 26                              | +1                         |                            | 25-26                      | =/+1                  | 32'6                  | 25-26                 | =/+1  |
| BNG                                | 18'3                               | 14                                 | +1                   | 21'7                 | 16                   | +3                     | 20'1                   | 14-15                  | +1/+2                             | 19'4                              | 13                                | =                               | 18'5                            | 14                              | +1                         |                            | 11-13                      | -2/=                  | 19'5                  | 14                    | +1    |
| Altres                             | -                                  | 0                                  | =                    | -                    | 0                    | =                      | -                      | 0                      | =                                 | 4'5                               | 0                                 | =                               | ?                               | 0                               | =                          |                            | 0                          | =                     |                       | 0                     | =     |

| Candidatura             |                         |                         |                              |                              |                              |                              |                              |                              |                       |                       |                       |                             |                             |                             |                                     |                                     |                                     |                          |                          |                          |    |
| Xornal 8 de febrer 2009 | Xornal 8 de febrer 2009 | Xornal 8 de febrer 2009 | El Progreso 8 de febrer 2009 | El Progreso 8 de febrer 2009 | El Progreso 8 de febrer 2009 | Cadena SER 12 de febrer 2009 | Cadena SER 12 de febrer 2009 | Cadena SER 12 de febrer 2009 | CIS 12 de febrer 2009 | CIS 12 de febrer 2009 | CIS 12 de febrer 2009 | La Región 15 de febrer 2009 | La Región 15 de febrer 2009 | La Región 15 de febrer 2009 | La Voz de Galicia 15 de febrer 2009 | La Voz de Galicia 15 de febrer 2009 | La Voz de Galicia 15 de febrer 2009 | Xornal 15 de febrer 2009 | Xornal 15 de febrer 2009 | Xornal 15 de febrer 2009 |    |
| %                       | Escons                  | Dif.                    | %                            | Escons                       | Dif.                         | %                            | Escons                       | Dif.                         | %                     | Escons                | Dif.                  | %                           | Escons                      | Dif.                        | %                                   | Escons                              | Dif.                                | %                        | Escons                   | Dif.                     |    |
| PP                      | 43'2                    | 34-35                   | -3/-2                        | 43'2                         | 35                           | -2                           | 44                           | 34-36                        | -3/-1                 | 43'1                  | 35-36                 | -2/-1                       | -                           | 36-38                       | -1/+1                               | 42'4                                | 35                                  | -2                       | -                        | 35                       | -2 |
| PSdeG-PSOE              | 31'7                    | 24-25                   | -1/=                         | 32'5                         | 26                           | +1                           | 34                           | 25-27                        | =/+2                  | 33'2                  | 27                    | +2                          | -                           | 27                          | +2                                  | 32'1                                | 27                                  | +2                       | -                        | 24                       | -1 |
| BNG                     | 21'6                    | 16                      | +3                           | 19'0                         | 14                           | +1                           | 18                           | 14                           | +1                    | 18'3                  | 12-13                 | -1/=                        | -                           | 12/13                       | =/-1                                | 18'4                                | 13                                  | =                        | -                        | 16                       | +3 |
| Altres                  |                         | 0                       | =                            | 4'0                          | 0                            | =                            |                              |                              |                       |                       |                       |                             |                             |                             |                                     |                                     |                                     |                          |                          |                          |    |

| Candidatura                   |                               |                               |                                        |                                        |                                        |                                        |                                        |                                        |                                        |                                        |                                        |                                        |                                        |                                        |                                          |                                          |                                          |                                        |                                        |                                        |    |
| La Razón 16 de febrer de 2009 | La Razón 16 de febrer de 2009 | La Razón 16 de febrer de 2009 | La Voz de Galicia 16 de febrer de 2009 | La Voz de Galicia 16 de febrer de 2009 | La Voz de Galicia 16 de febrer de 2009 | La Voz de Galicia 17 de febrer de 2009 | La Voz de Galicia 17 de febrer de 2009 | La Voz de Galicia 17 de febrer de 2009 | La Voz de Galicia 18 de febrer de 2009 | La Voz de Galicia 18 de febrer de 2009 | La Voz de Galicia 18 de febrer de 2009 | La Voz de Galicia 19 de febrer de 2009 | La Voz de Galicia 19 de febrer de 2009 | La Voz de Galicia 19 de febrer de 2009 | Antena 3 Televisión 19 de febrer de 2009 | Antena 3 Televisión 19 de febrer de 2009 | Antena 3 Televisión 19 de febrer de 2009 | La Voz de Galicia 20 de febrer de 2009 | La Voz de Galicia 20 de febrer de 2009 | La Voz de Galicia 20 de febrer de 2009 |    |
| %                             | Escons                        | Dif.                          | %                                      | Escons                                 | Dif.                                   | %                                      | Escons                                 | Dif.                                   | %                                      | Escons                                 | Dif.                                   | %                                      | Escons                                 | Dif.                                   | %                                        | Escons                                   | Dif.                                     | %                                      | Escons                                 | Dif.                                   |    |
| PP                            | 44'1                          | 35                            | -2                                     | 42'1                                   | 34                                     | -3                                     | 41'9                                   | 35                                     | -2                                     | 42'6                                   | 35                                     | -2                                     | 43'1                                   | 35                                     | -2                                       | 43'5                                     | 35/37                                    | -2/=                                   | 43'0                                   | 36                                     | -1 |
| PSdeG-PSOE                    | 32'6                          | 26                            | +1                                     | 31'6                                   | 27                                     | +2                                     | 31'9                                   | 26                                     | +1                                     | 31'8                                   | 26                                     | +1                                     | 30'3                                   | 26                                     | +1                                       | 32'8                                     | 24/26                                    | -1/+1                                  | 30'2                                   | 25                                     | =  |
| BNG                           | 19'8                          | 14                            | +1                                     | 19'1                                   | 14                                     | +1                                     | 19'2                                   | 14                                     | +1                                     | 18'9                                   | 14                                     | +1                                     | 18'7                                   | 14                                     | +1                                       | 19'5                                     | 13/15                                    | -1/+1                                  | 19'2                                   | 14                                     | +1 |
| Altres                        | -                             | 0                             | =                                      | -                                      | 0                                      | =                                      | -                                      | 0                                      | =                                      | -                                      | 0                                      | =                                      | -                                      | 0                                      | =                                        | -                                        | 0                                        | =                                      | -                                      | 0                                      | =  |

| Candidatura                            |                                        |                                        |                              |                              |                              |                          |                          |                          |                                        |                                        |                                        |                                        |                                        |                                        |                                   |                                   |                                   |       |
| La Voz de Galicia 21 de febrer de 2009 | La Voz de Galicia 21 de febrer de 2009 | La Voz de Galicia 21 de febrer de 2009 | Público 21 de febrer de 2009 | Público 21 de febrer de 2009 | Público 21 de febrer de 2009 | ABC 22 de febrer de 2009 | ABC 22 de febrer de 2009 | ABC 22 de febrer de 2009 | La Voz de Galicia 22 de febrer de 2009 | La Voz de Galicia 22 de febrer de 2009 | La Voz de Galicia 22 de febrer de 2009 | El Correo Gallego 22 de febrer de 2009 | El Correo Gallego 22 de febrer de 2009 | El Correo Gallego 22 de febrer de 2009 | Faro de Vigo 22 de febrer de 2009 | Faro de Vigo 22 de febrer de 2009 | Faro de Vigo 22 de febrer de 2009 |       |
| %                                      | Escons                                 | Dif.                                   | %                            | Escons                       | Dif.                         | %                        | Escons                   | Dif.                     | %                                      | Escons                                 | Dif.                                   | %                                      | Escons                                 | Dif.                                   | %                                 | Escons                            | Dif.                              |       |
| PP                                     | 42'5                                   | 36                                     | -1                           | 45'3                         | 36-37                        | -1/=                     | 45'7                     | 37-38                    | =/+1                                   | 42'3                                   | 36                                     | -1                                     | 43'1                                   | 35-37                                  | -2/=                              | 43'6                              | 35-36                             | -2/-1 |
| PSdeG-PSOE                             | 28'8                                   | 26                                     | +1                           | 30'2                         | 23-24                        | -2/-1                    | 28'5                     | 22-23                    | -3/-2                                  | 29'2                                   | 26                                     | +1                                     | 32'4                                   | 24-25                                  | -1/=                              | 33'0                              | 26-27                             | +1/+2 |
| BNG                                    | 18'7                                   | 13                                     | =                            | 19'4                         | 14-16                        | +1/+3                    | 21'6                     | 15-16                    | +2/+3                                  | 18'8                                   | 13                                     | =                                      | 20'9                                   | 14-15                                  | +1/+2                             | 17'5                              | 13-14                             | =/+1  |
| Altres                                 | -                                      | 0                                      | =                            | -                            | 0                            | =                        | -                        | 0                        | =                                      | -                                      | 0                                      | =                                      | 1'5                                    | 0                                      | =                                 | -                                 | 0                                 | =     |

| Candidatura                  |                              |                              |                             |                             |                             |                               |                               |                               |                                    |                                    |                                    |                                  |                                  |                                  |                                |                                |                                |      |
| El País 22 de febrer de 2009 | El País 22 de febrer de 2009 | El País 22 de febrer de 2009 | Xornal 22 de febrer de 2009 | Xornal 22 de febrer de 2009 | Xornal 22 de febrer de 2009 | El Mundo 22 de febrer de 2009 | El Mundo 22 de febrer de 2009 | El Mundo 22 de febrer de 2009 | La Vanguardia 22 de febrer de 2009 | La Vanguardia 22 de febrer de 2009 | La Vanguardia 22 de febrer de 2009 | El Progreso 22 de febrer de 2009 | El Progreso 22 de febrer de 2009 | El Progreso 22 de febrer de 2009 | La Región 22 de febrer de 2009 | La Región 22 de febrer de 2009 | La Región 22 de febrer de 2009 |      |
| %                            | Escons                       | Dif.                         | %                           | Escons                      | Dif.                        | %                             | Escons                        | Dif.                          | %                                  | Escons                             | Dif.                               | %                                | Escons                           | Dif.                             | %                              | Escons                         | Dif.                           |      |
| PP                           | 44'1                         | 36                           | -1                          | 43'8                        | 35                          | -2                            | 44'5                          | 36-38                         | -1/+1                              | 43'8                               | 35-37                              | -2/=                             | -                                | 35-36                            | -2/-1                          | -                              | 37-38                          | =/+1 |
| PSdeG-PSOE                   | 33'8                         | 25-27                        | =/+2                        | 30'3                        | 24                          | -1                            | 33'1                          | 25-26                         | =/+1                               | 31'7                               | 24-26                              | -1/+1                            | -                                | 25-26                            | =/+1                           | -                              | 24-25                          | -1/= |
| BNG                          | 18'0                         | 12-14                        | -1/+1                       | 19'8                        | 16                          | +3                            | 18'3                          | 12-13                         | -1/=                               | 19'9                               | 13-15                              | =/+2                             | -                                | 14                               | +1                             | -                              | 13                             | =    |
| Altres                       | -                            | 0                            | =                           | 3'8                         | 0                           | =                             | -                             | 0                             | =                                  |                                    | 0                                  | =                                |                                  | 0                                | =                              |                                | 0                              | =    |

## Resultats
| ← Eleccions al Parlament de Galícia, 2009 → |                                                                                  |         |        |        |        |
|                                             | Candidatura                                                                      | Vots    | %      | Escons | Escons |
| 2009                                        | Candidatura                                                                      | Vots    | %      | Dif.   |        |
|                                             | Partit Popular (PP)                                                              | 789.427 | 47,47% | 38     | +1     |
|                                             | Partit dels Socialistes de Galícia-Partit Socialista Obrer Espanyol (PSdeG-PSOE) | 524.488 | 31,54% | 25     | =      |
|                                             | Bloc Nacionalista Gallec (BNG)                                                   | 270.712 | 16,28% | 12     | -1     |
|                                             | Unió, Progrés i Democràcia (UPyD)                                                | 23.796  | 1,43%  | 0      | *      |
|                                             | Terra Galega (TeGa)                                                              | 18.726  | 1,13%  | 0      | *      |
|                                             | Esquerda Unida-Izquierda Unida (EU-IU)                                           | 16.441  | 0,99%  | 0      | =      |
|                                             | Os Verdes-Grupo Verde (OV)                                                       | 5.911   | 0,36%  | 0      | *      |
|                                             | Por Un Mundo Más Justo (PUM+J)                                                   | 3.507   | 0,21%  | 0      | *      |
|                                             | Frente Popular Galega (FPG)                                                      | 2.903   | 0,17%  | 0      | =      |
|                                             | Nós-Unidade Popular (Nós-UP)                                                     | 1.510   | 0,09%  | 0      | =      |
|                                             | Partit Humanista (PH)                                                            | 1.227   | 0,07%  | 0      | =      |
|                                             | Democràcia Ourensana (DO)                                                        | 1.066   | 0,06%  | 0      | =      |
|                                             | Máis Galicia (+Galicia)                                                          | 923     | 0,06%  | 0      | *      |
|                                             | Falange Española de las JONS (FE-JONS)                                           | 675     | 0,04%  | 0      | =      |
|                                             | Solidaritat i Autogestió Internacionalista (SAIn)                                | 420     | 0,03%  | 0      | *      |
|                                             | Galícia Unida (GU)                                                               | 369     | 0,02%  | 0      | *      |
|                                             | Unió Centrista Liberal (UCL)                                                     | 311     | 0,02%  | 0      | *      |
|                                             | Partit Social i Democràtic de Dret (SDD)                                         | 262     | 0,02%  | 0      | =      |
|                                             | Assemblea de Votació Electrònica (AVE)                                           | 230     | 0,01%  | 0      | *      |
|                                             | En Blanc                                                                         | 28.071  | 1,66%  | -      | -      |
|                                             | Nuls                                                                             | 15.223  | 0,89%  | -      | -      |

### Per circumscripcions
| Eleccions al Parlament de Galícia, 2009 |            |            |            |            |         |        |        |        |         |         |         |         |            |            |            |            |
| Candidatura                             | La Corunya | La Corunya | La Corunya | La Corunya | Lugo    | Lugo   | Lugo   | Lugo   | Ourense | Ourense | Ourense | Ourense | Pontevedra | Pontevedra | Pontevedra | Pontevedra |
| Candidatura                             | Vots       | %          | Escons     | Escons     | Vots    | %      | Escons | Escons | Vots    | %       | Escons  | Escons  | Vots       | %          | Escons     | Escons     |
| Candidatura                             | Vots       | %          | 2009       | Dif.       | Vots    | %      | 2009   | Dif.   | Vots    | %       | 2009    | Dif.    | Vots       | %          | 2009       | Dif.       |
| PP                                      | 304.779    | 46,41%     | 12         | +1         | 109.574 | 48,62% | 8      | =      | 109.852 | 49,05%  | 7       | -1      | 265.222    | 47,63%     | 11         | +1         |
| PSdeG-PSOE                              | 204.779    | 31,18%     | 8          | =          | 74.949  | 33,26% | 5      | =      | 72.144  | 32,21%  | 5       | +1      | 172.616    | 31,00%     | 7          | -1         |
| BNG                                     | 105.344    | 16,04%     | 4          | -1         | 33.415  | 14,83% | 2      | =      | 36.126  | 16,13%  | 2       | =       | 95.827     | 17,21%     | 4          | =          |
| En blanc                                | 12.997     | 1,94%      | -          | -          | 3.831   | 1,67%  | -      | -      | 2.429   | 1,07%   | -       | -       | 8.814      | 1,56%      | -          | -          |
| Nuls                                    | 5.507      | 0,82%      | -          | -          | 2.481   | 1,07%  | -      | -      | 1.70    | 0,75%   | -       | -       | 5.531      | 0,97%      | -          | -          |